# Constantin Cârstea
Constantin Cârstea (* 22. Februar 1949 in Mogoșoaia; † 16. November 2009 in Pitești) war ein rumänischer Fußballspieler. Er bestritt 244 Spiele in der rumänischen Divizia A. In den Spielzeiten 1972/73 und 1978/79 gewann er mit dem FC Argeș Pitești die rumänische Meisterschaft. Als Trainer führte er Gloria Bistrița zum Pokalsieg 1994.

## Spielerkarriere

### Verein
Im Jahr 1961 begann Cârstea mit dem Fußballspielen bei Dinamo Pitești (ab 1968 FC Argeș Pitești). Im Jahr 1969 kam er in den Kader der ersten Mannschaft, die seinerzeit in der Divizia A, der höchsten rumänischen Fußballliga, spielte. In den ersten Jahren kam er nur selten zum Einsatz und hatte auf diese Weise geringen Anteil am Gewinn der Meisterschaft 1973. Erst in der Spielzeit 1974/75 wurde er zur Stammkraft in der Abwehr. Nach der Vizemeisterschaft 1978 punktgleich mit Steaua Bukarest folgte in der Saison 1978/79 die zweite Meisterschaft. Nachdem er in der Spielzeit 1982/83 nur noch auf elf Einsätze gekommen war, kam er ab Sommer 1983 lediglich in der zweiten Mannschaft des FC Argeș zum Einsatz, ehe er im Jahr 1985 seine aktive Laufbahn beendete.

### Nationalmannschaft
Cârstea bestritt ein Spiel für die rumänische Nationalmannschaft. Am 13. Mai 1979 stand er in der Startaufstellung für das Qualifikationsspiel zur Europameisterschaft 1980 gegen Zypern.

## Trainerkarriere
Nach dem Ende seiner aktiven Laufbahn arbeitete Cârstea als Fußballtrainer. In der Saison 1984/85 betreute zunächst er den FC Argeș Pitești in den letzten Spielen der Meisterschaft. Im Sommer 1990 wurde er dort abermals Cheftrainer. Nach einem achten Platz 1990/91 befand er sich in der Spielzeit 1991/92 im Abstiegskampf, als er im Dezember 1991 entlassen und durch Ion Nunweiller ersetzt wurde. Nach einem Engagement bei Chimia Râmnicu Vâlcea in der Divizia B übernahm er zu Beginn der Saison 1992/93 Gloria Bistrița. Den Verein führte er im ersten Jahr in den UEFA-Pokal, wo ihn mit seinem Team bereits in der ersten Runde das Aus gegen NK Maribor ereilte. Die Meisterschaft schloss der Klub auf dem siebenten Platz ab, gewann aber den rumänischen Pokal. Die folgende Spielzeit schloss sein Team auf einem Platz im vorderen Mittelfeld ab, schaffte aber nicht die erneute Qualifikation für den Europapokal. Nachdem er mit seiner Mannschaft schlecht in die Saison 1996/96 gestartet war, wurde er im Oktober 1995 entlassen und durch Ion Balaur ersetzt. Wenige Tage später heuerte er abermals beim FC Argeș an, mit dem er den 16. Platz und damit den Klassenerhalt erreichte. Am Saisonende wurde sein Vertrag nicht verlängert.
Im Oktober 1996 wurde Cârstea als Nachfolger von Remus Vlad erneut Trainer in Bistrița. Diesen Posten behielt er sechs Jahre lang. In dieser Zeit etablierte er Gloria im Mittelfeld der Divizia A und zog mit seinem Team zweimal in den UI-Cup ein, schaffte dort aber nicht die Qualifikation zum UEFA-Pokal. Im Sommer 2002 wurde er wiederum durch Vlad ersetzt, den er zwei Jahre später selbst ablöste. Die Saison 2004/05 schloss er mit seiner Mannschaft auf dem 13. Platz ab, die den Klassenerhalt bedeutete. Gloria ersetzte ihn nach Saisonende durch Ioan Sabău.
Zu Beginn des Jahres 2006 trainierte Cârstea für wenige Monate Unirea Alba Iulia in der Divizia B. Im April 2007 übernahm er als Nachfolger von Dorinel Munteanu erneut den FC Argeș, konnte den Abstieg 2007 aber nicht mehr verhindern. Im Januar 2009 wurde er Cheftrainer von Gloria Buzău in der Liga 1, wurde nach dem Abstieg 2009 aber wieder entlassen.

## Erfolge

### Als Spieler
- Rumänischer Meister: 1973, 1979

### Als Trainer
- Rumänischer Pokalsieger: 1994